# Pulau Satonda
Pulau Satonda är en ö i Indonesien. Den ligger i provinsen Nusa Tenggara Barat, i den centrala delen av landet, 1 200 km öster om huvudstaden Jakarta. Arean är 5,0 kvadratkilometer.
Terrängen på Pulau Satonda är lite kuperad. Öns högsta punkt är 281 meter över havet. Den sträcker sig 2,6 kilometer i nord-sydlig riktning, och 2,8 kilometer i öst-västlig riktning.